# Electrificadora del Caribe
Electrificadora del Caribe S.A E.S.P., bajo la marca Electricaribe fue una empresa de servicios públicos de Colombia que operaba en el Caribe Colombiano, fundada en 1998, la cual cambió se liquidó en 2020. Esta se creó a partir de la fusión de las ocho electrificadoras públicas existentes en los siete departamentos de la Región. Estaba encargada de la distribución y comercialización de energía eléctrica en los
departamentos de Atlántico, Bolívar (exceptuando los municipios de Cantagallo, Morales y San Pablo), Sucre, Córdoba, Cesar (excepto el sur del cesar), Magdalena y La Guajira.
El 30 de septiembre de 2020, Electricaribe desaparece como empresa de energía eléctrica, asumiendo en los departamentos del Caribe Colombiano las empresas Afinia de Grupo EPM y Air-e.

## Historia
En 1992 se desencadenó el racionamiento de energía eléctrica que tomó por sorpresa a Colombia y puso en evidencia los agudos problemas estructurales y financieros que aquejaban al sector eléctrico, especialmente en la región Caribe. Esto llevó al gobierno nacional a diseñar una estrategia que permitiera reorganizar el sector y modificar su tendencia deficitaria, para asegurar la adecuada prestación del servicio.
Teniendo en cuenta que la Constitución Nacional de 1991 abrió la posibilidad para que particulares participaran de la prestación de los servicios públicos, el Gobierno Nacional impulsó la expedición de las leyes 142 y 143 de 1994, que dieron un vuelco radical al modelo de desarrollo sectorial. El nuevo esquema propende porque el Estado se concentre en las actividades de planeación, regulación, control y supervisión del servicio, cediendo al sector privado las actividades de orden empresarial.
Como resultado de este modelo se desarrolló un mercado competitivo en generación con una importante participación de inversionistas privados y se consolidó la red de transmisión nacional que hizo posible el transporte confiable de electricidad a lo largo del país.
La situación se agravó todavía más con el fenómeno del Niño que se presentó en el verano de 1997 y disparó los precios de la Bolsa de Energía, donde las electrificadoras públicas del Caribe Colombiano adquirían energía ante la imposibilidad de mantener contratos a largo plazo, dado su reiterado incumplimiento en los pagos. Las electrificadoras, que ya tenían problemas financieros, dejaron de cumplir sus obligaciones en la Bolsa y en marzo de 1998, la Superintendencia de Servicios Públicos debió ordenar la toma de posesión de sus negocios, bienes y haberes.

### Electricaribe y Electrocosta
Con el objeto de ponerle fin a la grave crisis, que además empeoraba la ya precaria situación fiscal, el Gobierno Nacional consideró indispensable llevar a cabo una completa reorganización y capitalización del sector. El diagnóstico general concluyó que la capitalización de las electrificadoras existentes no era recomendable, dada la ausencia de estados financieros e información confiables, por lo que se decidió la creación de cinco nuevas empresas para la prestación del servicio públicos, entre las cuales se encontraban Electricaribe y Electrocosta, que realizarían las actividades de distribución y comercialización de energía.
Producto de este proceso en agosto de 1998 Electricaribe y Electrocosta fueron capitalizadas en un 65% por el consorcio conformado entre Houston Industries y La Electricidad de Caracas, y se les transfirieron todos los activos, algunos pasivos y se realizó la sustitución de los trabajadores y pensionados de las anteriores electrificadoras públicas (Atlántico, Magdalena, Cesar, Guajira, Bolívar, Córdoba, Sucre y Magangué).  El 35% restante quedó en manos de las anteriores electrificadoras y Corelca.
Pese a la privatización, las empresas no despegaron y los inversionistas iniciales vendieron su participación a Unión Fenosa, empresa con una gran solidez económica e importante capacidad técnica y operativa, que asumió el control de las  compañías en noviembre del año 2000.
En los primeros años, los altos índices de desempleo y pobreza, el alto grado de subnormalidad eléctrica, unas zonas de muy difícil acceso y una estructura tarifaria y regulación poco acordes con las particularidades de la región, dificultaron el proceso. 
Pronto se inició un trabajo conjunto entre Gobierno, tanto local como nacional, la empresa y la comunidad, para poder alcanzar la estabilidad operativa y financiera y lograr prestar un buen servicio. 

### Fusión
Luego de haber alcanzado la estabilidad operativa y financiera, se consideró indispensable avanzar en la consolidación de una empresa capaz de afrontar mejor el crecimiento y realizar las inversiones que requiere para prestar un mejor servicio, fusionando Electricaribe y Electrocosta.
Esta fusión se formalizó en diciembre de 2007, después de surtir todos los trámites de ley ante la Asamblea de Accionistas de las empresas, la Superintendencia de Servicios Públicos y la Superintendencia de Sociedades. Como consecuencia de esta fusión Electricaribe, adquirió los bienes, derechos y obligaciones de Electrocosta y todos los trabajadores, pensionados y clientes de Electrocosta pasaron a Electricaribe en las mismas condiciones.
Posteriormente, en 2009, Gas Natural se fusiona con Unión Fenosa, creando así a Gas Natural Fenosa.

## Problemas financieros
Según declaraciones del gerente general de la compañía, José García Sanleandro, la empresa tiene pérdidas por el orden de los US $250 millones, debido al no pago del servicio por parte de los usuarios y los robos.
El problema de la falta de pago por parte de los usuarios se debe, según Sanleandro, a las condiciones económicas precarias de los usuarios del servicio que les impide el pago oportuno. Por su parte, los usuarios constantemente protestan por la prestación irregular del servicio de electricidad y el cobro excesivo, irreal y desmesurado del servicio básico esencial en sus facturas.
A pesar de esto la empresa continúa con su plan de inversión a corto y mediano plazo, para optimizar la prestación del servicio en el Caribe colombiano.
El 15 de noviembre de 2016 es intervenida por el Gobierno Colombiano de manera preventiva debido a problemas técnicos y financieros. El 14 de marzo de 2017 la Superintendencia de Colombia ordena liquidar la filial de Gas Natural Fenosa. El grupo Gas Natural Fenosa poseía el 85% de Electricaribe desde 2009 mientras que el 15% restante está en manos del Gobierno colombiano.

## Liquidación y fragmentación
La intervención hecha por la Superservicios en 2016 fue clave para que la empresa lograra implementar acciones para su liquidación. Lo que llevó a la decisión del Gobierno nacional de segmentar el mercado fueron los resultados del primer proceso de búsqueda de un operador que recibió en 2018, al cual se le hicieron unos ajustes y se lanzó en septiembre de ese año, pero con unas condiciones diferentes a las de la nueva subasta. Es así como en la búsqueda de habilitar la posibilidad de segmentar el mercado de energía de la región se procedió a trabajar en la iniciativa, labor en la que el Gobierno contó con el respaldo del Congreso de la República, que ayudó en temas como que el pasivo pensional fuera asumido por Electricaribe.
La segmentación del mercado para el proceso de subasta se hizo en dos grandes zonas para dos nuevas empresas: CaribeSol, que operaría en La Guajira, Magdalena y Atlántico; y CaribeMar, que cubriría a Bolívar, Sucre, Córdoba y Cesar. El 20 de marzo de 2020 se asignó mediante subasta el mercado de CaribeMar a EPM y el de CaribeSol al Consorcio de Energía de la Costa (Empresa de Energía de Pereira y Latin American Capital).
El 30 de septiembre de 2020, Electricaribe desaparece como empresa de energía eléctrica, asumiendo en los departamentos del Caribe Colombiano las empresas Afinia del Grupo EPM y Air-e el servicio.